# Forsterinaria anophthalma
Forsterinaria anophthalma is een vlinder uit de onderfamilie Satyrinae van de familie Nymphalidae.
De voorvleugellengte  van de imago bedraagt 24 tot 26 millimeter. De soort komt voor in Peru en Bolivia, waarschijnlijk in het oosten van Ecuador en mogelijk in Colombia.
De wetenschappelijke naam van de soort is voor het eerst geldig gepubliceerd door C. & R. Felder in 1867.